# 周賴恩
周賴恩（英語：Ryan Chew，1996年8月12日—），美國男子羽毛球運動員。

## 簡歷
周賴恩為美國加州橙縣羽毛球俱樂部的創辦人周森泉的孫兒，他的哥哥周菲利浦也是美國國家羽毛球隊成員和奧運代表。
2012年10月，周賴恩參加秘魯利馬舉行的泛美洲羽毛球錦標賽，與Kyle Emerick合作出戰男子雙打項目，最終拿得季軍。

## 主要比賽成績
只列出曾進入準決賽的國際賽事成績：
| 年份   | 賽事                         | 公開賽級別 | 項目     | 拍檔         | 成績   |
| ------ | ---------------------------- | ---------- | -------- | ------------ | ------ |
| 2012年 | 泛美洲羽毛球錦標賽           | 其他       | 混合團體 | －           | 亞軍   |
| 2012年 | 泛美洲羽毛球錦標賽           | 其他       | 男子雙打 | Kyle Emerick | 季軍   |
| 2017年 | 加勒比地區羽毛球聯合會公開賽 | 國際系列賽 | 男子雙打 | 周菲利浦     | 亞軍   |
| 2017年 | 墨西哥羽毛球國際賽           | 國際系列賽 | 男子雙打 | 周菲利浦     | 準決賽 |
| 2017年 | 危地馬拉羽毛球國際系列賽     | 國際系列賽 | 男子雙打 | 周菲利浦     | 冠軍   |
| 2017年 | 南方共同市場羽毛球國際系列賽 | 國際系列賽 | 男子雙打 | 周菲利浦     | 準決賽 |
| 2018年 | 泛美洲羽毛球男女子團體錦標賽 | 其他       | 男子團體 | －           | 亞軍   |
| 2018年 | 泛美洲羽毛球錦標賽           | 其他       | 男子雙打 | 周菲利浦     | 亞軍   |
| 2018年 | 美國羽毛球國際挑戰賽         | 國際挑戰賽 | 男子雙打 | 周菲利浦     | 亞軍   |
| 2019年 | 泛美洲羽毛球混合團體錦標賽   | 其他       | 混合團體 | －           | 亞軍   |
| 2019年 | 泛美運動會羽毛球比賽         | 其他       | 男子雙打 | 周菲利浦     | 銀牌   |
| 2020年 | 泛美洲羽毛球男女子團體錦標賽 | 其他       | 男子團體 | －           | 季軍   |
| 2021年 | 泛美洲羽毛球錦標賽           | 其他       | 男子雙打 | 周菲利浦     | 冠軍   |

| 2007-2017年 | 首要超級賽 | 超級賽 | 黃金大獎賽 | 大獎賽 | 國際挑戰賽 | 國際系列賽 | 未來系列賽 | 其他 |

| 2018-2026年 | 總決賽 | 超級1000賽 | 超級750賽 | 超級500賽 | 超級300賽 | 超級100賽 | 國際挑戰賽 | 國際系列賽 | 未來系列賽 | 其他 |

### 奧運會和世錦賽參賽紀錄
|          | 搭檔     | 2018 | 2019 | 2020       |
| -------- | -------- | ---- | ---- | ---------- |
| 男子雙打 | 周菲利浦 | 48強 | 32強 | 小組第四名 |